# Saint-Didier-d’Allier
Saint-Didier-d’Allier ist eine ehemalige französische Gemeinde mit zuletzt 36 Einwohnern (Stand 2013) im Département Haute-Loire in der Region Auvergne-Rhône-Alpes (vor 2016 Auvergne). Die Gemeinde gehörte zum Arrondissement Le Puy-en-Velay und zum Kanton Saint-Paulien. 
Mit Wirkung vom 1. Januar 2017 wurde Saint-Didier-d’Allier mit der Gemeinde Saint-Privat-d’Allier zu einer Commune nouvelle mit gleichem Namen zusammengelegt.

## Lage
Saint-Didier-d’Allier liegt etwa 25 Kilometer westsüdwestlich von Le Puy-en-Velay am Allier. 

## Bevölkerungsentwicklung
| Jahr                       | 1962 | 1968 | 1975 | 1982 | 1990 | 1999 | 2006 | 2013 |
| Einwohner                  | 102  | 100  | 65   | 54   | 49   | 43   | 35   | 36   |
| Quellen: Cassini und INSEE |      |      |      |      |      |      |      |      |

## Sehenswürdigkeiten

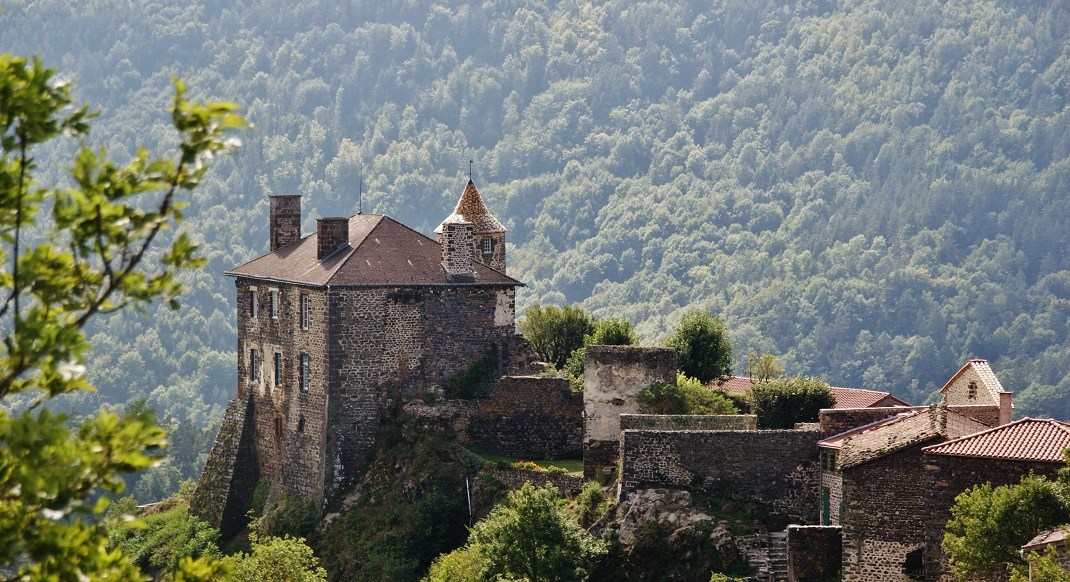
Ort mit der Burg

- Kirche Saint-Didier
- Burg